# 박양수
박양수(朴洋洙, 1938년 1월 5일~2024년 6월 10일)는 대한민국의 정치인이다. 제16대 국회의원을 지냈다.

## 경력 및 학력
- 명지대학교 행정학과 학사
- 명지대학교 대학원 행정학 석사
- 한국광물자원공사 사장
- 국민회의 사무부총장
- 민주당 사무부총장
- 민주당 조직위원장
- 총재특보

## 역대 선거 결과
|  | 25.3% |

|  | 35.9% |

|  | 29.25% |